# أورنج المغرب
أورنج المغرب (بالفرنسية: Orange Maroc) (سابقًا: ميديتل) هي شركة مختصة في الاتصالات والإنترنت تأسست سنة 1999 تحت اسم ميديتيل (بالفرنسية: Meditel) بحيث تقدم لزبنائها خدمة المكالمات والولوج للإنترنت، وتقديم خدمة المجيب الآلي باللغات الثلاث لزبنائها (العربية والفرنسية والأمازيغية). في عام 2010، أصبحت ميديتل الفرع المغربي للمشغل الفرنسي أورنج. وتعد الشركة ثاني مشغل للاتصالات المتنقلة في المغرب. وتوظف الشركة 1100 موظف وتوفر حوالي 20.000 فرصة عمل بشكل غير مباشرة. وبلغ حجم أعمالها 5.3 مليار درهم (465 مليون يورو). مديرها هو إيف غوتييه، منذ 26 مايو 2016.

## تاريخ
أًنشئت ميديتل سنة 1999 بشراكة بين مستثمرين مغاربة ومجموعتي إتصالات البرتغال وتليفونيكا وامتلكت كل منهما ما نسبته 32.18٪.
في سبتمبر 2009، اشترت المجموعات المغربية فينانس كوم وصندوق الإيداع والتدبير أسهم كل من تليفونيكا والبرتغال تليكوم.
في 21 سبتمبر 2010 قامت شركة فرانس تيليكوم بالاستحواد على 40% من رأسمال الشركة بمبلغ قارب 640 مليون يورو بهدف الوصول إلى نسبة 49% بحلول سنة 2015.
في مارس عام 2016، وكجزء من عملية توحيدها تحت علامة «اورانج» التي تملك المجموعة، أعلن ستيفان ريتشارد، الرئيس التنفيذي لشركة أورانج أن ميديتل سيتم تغيير اسمها ليصبح «أورانج» بنهاية 2016.
في 26 مايو 2016، تم تعيين إيف غوتييه، صاحب أورانج مصر (موبينيل سابقا) منذ عام 2011 رئيسا للشركة.
وفي 8 ديسمبر 2016، أعلنت ميديتيل عن إعادة تسميتها إلى أورنج المغرب.

## مؤشرات النشاط
- قطاع الهاتف المحمول (يونيو 2017): 14.3 مليون مشترك، أي 34% من غالبية السوق.[2]
- قطاع الإنترنت عبر الهاتف النقال (يونيو 2017): 28.95% من غالبية السوق.[3]
- قطاع الهاتف الثابت (يونيو 2017): 2.69% من غالبية السوق.[4]
- نسبة التغطية: 99 في المائة من المناطق المأهولة بالسكان.[1]
- أبراج الاتصالات: 5000 محطة بث قاعدية، عقدة بوليفيانو وواي ماكس عبر ربوع المغرب.[1]

في نهاية الربع الثالث من سنة 2017 أعلنت أورنج المغرب عن بلوغ عدد المشتركين 14.5 مليون مشترك في المملكة المغربية.

## الهوية البصرية

شعار ميديتيل بين 2013 و2016.
شعار أورنج الجديد بداية من 8 ديسمبر 2016.

## المساهمين
أسهم الشركة مملوكة من قبل الشركات والمؤسسات التالية:
- أورانج 49%، المساهم الأول.[5]
- صندوق الإيداع والتدبير 25.5%
- فينانس كوم 25.5%